# Johann Nepomuk David
Johann Nepomuk David, född 30 november 1895 i Eferding, Österrike, död 22 december 1977 i Stuttgart, Tyskland var en österrikisk kompositör.
David skapade otaliga kör-, orgel- och orkesterverk. Han var en av de elever hos Arnold Schönberg vilka inte följde dennes exempel med tolvtonsteknik, och är inte så ofta uppmärksammad idag. David blev själv teorilärare till många kända kompositörer. Han skrev bland annat åtta symfonier och tre representativa stråktrior (Opus 30). Bland de mest kända verken är "Introduction, Choral und Fuge" för nio bleckblåsare och orgel, samt hans många Choralwerk för orgel.
Utmärkande för hans kompositioner är bland annat hans mycket utvecklade förmåga att skriva kanon och annan avancerad kontrapunkt.
Wir zogen in das Feld kan anses vara en av Davids bästa manskörssånger, tillika ett av de fåtaliga av Davids verk man idag framför.